# Верх-Катунське
Верх-Кату́нське (рос. Верх-Катунское) — село у складі Бійського району Алтайського краю, Росія. Адміністративний центр Верх-Катунської сільської ради.

## Населення
Населення — 2925 осіб (2010; 3033 у 2002).
Національний склад (станом на 2002 рік):
- росіяни — 97 %